# Atractocerus monticola
Atractocerus monticola är en skalbaggsart som först beskrevs av Yoshihiko Kurosawa 1985.  Atractocerus monticola ingår i släktet Atractocerus och familjen varvsflugor. Inga underarter finns listade i Catalogue of Life.